# Ma Kelly's Greasy Spoon
Ma Kelly's Greasy Spoon är boogierockgruppen Status Quos tredje album och släpptes 1970. Gruppen hade nu tagit ett tydligt steg från psykedelisk pop mot mer blues och rock.

## Låtlista
Sida ett
1. "Spinning Wheel Blues" (Rossi/Young) - 3:21
2. "Daughter" (Lancaster) - 3:01
3. "Everything" (Rossi/Parfitt) - 2:36
4. "Shy Fly" (Rossi/Young) - 3:49
5. "Spring Summer and Wednesdays" (Rossi/Young) - 4:12

Sida två
1. "Junior's Wailing" (White/Pugh) - 3:33
2. "Lakky Lady" (Rossi/Parfitt) - 3:14
3. "Need Your Love" (Rossi/Young) - 4:46
4. "Lazy Poker Blues" (Green/Adams) - 3:37
5. "Is It Really Me/Gotta Go Home" (Lancaster) - 9:34